# 鼎屏镇
鼎屏镇，是中華人民共和國四川省鄰水縣下辖的一个乡镇级行政单位。2019年12月，将城南镇大佛寺社区、三合社区、红店社区、五岔村、郑家村、仁合村、破石村、牌坊村、文星村、南垭村、土垭村、石坝村、滑桥村和城北镇双井社区、赵家桥社区、景家沟村、白佳村、延胜村、姚家村、东北村、同心村所属行政区域划归鼎屏镇管辖。

## 沿革[3][4]
- 民國四年(1915年)，因地方不靖，設5個保衛區，以維持治安。鄉以下10戶為1牌，10牌為1甲，5甲為1保。增設城廂、東附城、南附城、西附城、北附城、民治等6鄉，隸第一保衛區。
- 民國六年(1917年)，將5個保衛區劃為6個區。
- 民國十八年(1929年)，城廂改稱治城。
- 民國十九年(1920年)，鄉改稱鄉公所，治城改為鼎屏鎮。
- 1949年12月，鼎屏鎮公所成立，駐地設在原中國國民黨縣黨部處(現北街95號)，隸屬鼎屏區人民政府領導。
- 1950年7月，鼎屏區人民政府改稱第一區(城北區)公所，鼎屏鎮公所屬第一區公所領導。城區各街道均由鼎屏鎮公所管轄，街道分段，各段任命有段長，並分行業指定負責人，以便管理和分行業貫徹黨的各項方針政策。全鎮的行政、工商事務、民事糾紛及治安等工作，由區人民政府的工商、民政、公安幹事和鎮公所實行雙重管理。
- 1951年6月，全縣重新區劃時，鼎屏鎮公所改為縣直屬鎮。管轄城內12個段和解慍鄉17村及車站等地。
- 1952年8月，經川東行署批准，鼎屏鎮公所改為城關區人民政府，管轄城內14個段。
- 1981年12月，達縣地區行署將城關鎮人民政府改為鼎屏鎮人民政府。
- 1991年6月11日，將城北鄉灌溝村全村6個組和雙井村1、8組，延勝鄉延勝村2、5、6組，城南鄉蔬菜村（三合村）全村12個組和紅店村1組，文星村1、3、6組，劃歸鼎屏鎮，分別設立東外、南外、灌溝、北外村。
- 2019年12月11日，將城南鎮大佛寺社區、三合社區、紅店社區、五岔村、鄭家村、仁合村、破石村、牌坊村、文星村、南埡村、土埡村、石壩村、滑橋村和城北鎮雙井社區、趙家橋社區、景家溝村、白佳村、延勝村、姚家村、東北村、同心村所屬行政區域劃歸鼎屏鎮管轄，鼎屏鎮人民政府駐古鄰大道北段115號[5]。

## 行政区划
鼎屏鎮下轄以下地區：
北街社区、中街社区、西街社区、双河口社区、桅子湾社区、挞子丘社区、乌龟碑社区、和平桥社区、西坛社区、东外社区、灌沟社区、南外社区和北外村。